# Junada ibne Abi Omaia Alazedi
Junada ibne Abi Omaia Alazedi (em árabe: جنادة بن أبي أمية الأزدي; romaniz.: Junada ibn Abi Umayya al-Azdi; 699) foi um comandante das forças navais e terrestres com base na Síria sob o califa omíada Moáuia I (r. 661–680) e um transmissor de hádices (tradições islâmicas mais antigas).

## Vida
Junada pertencia à tribo árabe dos azeditas. Conheceu os primeiros dois califas, Abacar (r. 632–634) e Omar (r. 634–644), bem como Muade ibne Jabal, outro companheiro próximo do profeta islâmico Maomé. Transmitiu hádices que memorizou deles e foi geralmente considerado uma autoridade confiável. Provavelmente era uma criança na época da morte de Maomé em 632. Se sabe que morreu em 699.

### Campanhas contra o Império Bizantino
Junada pode ter participado da conquista muçulmana do Egito na década de 640. De acordo com as primeiras fontes muçulmanas egípcias e sírias, supervisionou os ataques navais contra o Império Bizantino iniciados durante o governo da Síria por Moáuia, o futuro fundador do Califado Omíada. Suas atividades foram interrompidas durante a Primeira Fitna (656–661), provavelmente porque Moáuia teve que concentrar suas tropas e tesouros em seu confronto com o califa Ali.
Depois que Moáuia se tornou califa em 661, Junada retomou seu papel como comandante geral dos ataques navais. Todas as primeiras histórias islâmicas das guerras árabo-bizantinas mencionam pelo menos um ataque liderado por Junada contra os bizantinos no período de 672/3-679/80, durante o reinado de Moáuia. As histórias islâmicas de Tabari (m. 923) e Baladuri (m. 892), ambos citando Uaquidi (m. 823), afirmam que liderou um ataque marítimo em larga escala contra Rodes em 672 ou 673. O historiador Iacubi (falecido em 898), por outro lado, afirmou que atacou Tarso naquele ano. Tabari e Califa ibne Caiate (d. 854) atribuem o comando da campanha de inverno contra a fronteira árabo-bizantina em 675/76 a Junada. Ele é creditado por liderar mais duas campanhas navais contra Rodes em 678/79 e 679/80.
Junada foi mantida por Tabari por ter estabelecido uma guarnição árabe permanente em Rodes, mas a colônia foi frequentemente bloqueada e assediada por navios bizantinos. A guarnição permaneceu na ilha até a ascensão do filho e sucessor de Moáuia, Iázide I (r. 680–683), que ordenou a retirada dos árabes à Síria. O historiador moderno Lawrence Conrad descartou a ocupação árabe de Rodes na década de 670 como um artifício literário da tradição islâmica inicial. C. E. Bosworth também descartou o episódio, em particular a implicação de que Junada residiu continuamente na ilha durante os supostos sete anos de duração da presença árabe, já que é mencionado liderando campanhas terrestres e marítimas contra a Anatólia bizantina ao longo da década de 670. O historiador Marek Jankowiak argumentou que "não há motivos para rejeitar" a ocupação de Rodes por Junada.